# Francesco Zabarella
Pour les articles homonymes, voir Zabarella.
Francesco Zabarella dit le Cardinal de Florence, né le 10 août 1360 à Piove di Sacco et mort le 26 septembre 1417 à Constance, était un religieux catholique et juriste de la fin du XIVe siècle et du début du XVe siècle qui enseigna le droit à Padoue.

## Biographie
Francesco Zabarella fut chargé de négociations importantes et s'établit à Florence quand Padoue fut tombée au pouvoir des Vénitiens.
Il fut élu archevêque par les Florentins, mais sans pouvoir obtenir l'aveu du pape Boniface IX. Il fut plus heureux auprès de Jean XXIII, qui confirma son élection et lui donna même le chapeau de cardinal en 1411.
Il assista au concile de Constance en 1414 et y mourut, d'un excès de travail, le 26 septembre 1417.
Le principal ouvrage de Francesco Zabarella est Commentarii in Decretales et Clementinas

## Œuvre
- De schismate, Strasbourg, 1515.
- Lectura super Clementinis, Naples, 1471.
- Commentaria in quinque libros decretalium, Venise, 1502.
  - (la) Commentaria in quinque libros decretalium, vol. 1, Lyon, Claude Servain, 1558 (lire en ligne)
  - (la) Commentaria in quinque libros decretalium, vol. 2, Lyon, Thomas Bertheau, 1558 (lire en ligne)
  - (la) Commentaria in quinque libros decretalium, vol. 3, Lyon, 1557 (lire en ligne)
  - (la) Commentaria in quinque libros decretalium, vol. 4, Lyon, 1558 (lire en ligne)
  - (la) Commentaria in quinque libros decretalium, vol. 5, Lyon, 1558 (lire en ligne)
- Consilia juris
  - (la) Consilia, Pescia, Tipografo dell'Antonio da Cannara, 1490 (lire en ligne)
- De felicitate libri III, Padoue, 1655.
- De arte metrica
- De natura rerum diversarum
- De corpore Christi
- Commentarium in Clementinas
- Repetitiones

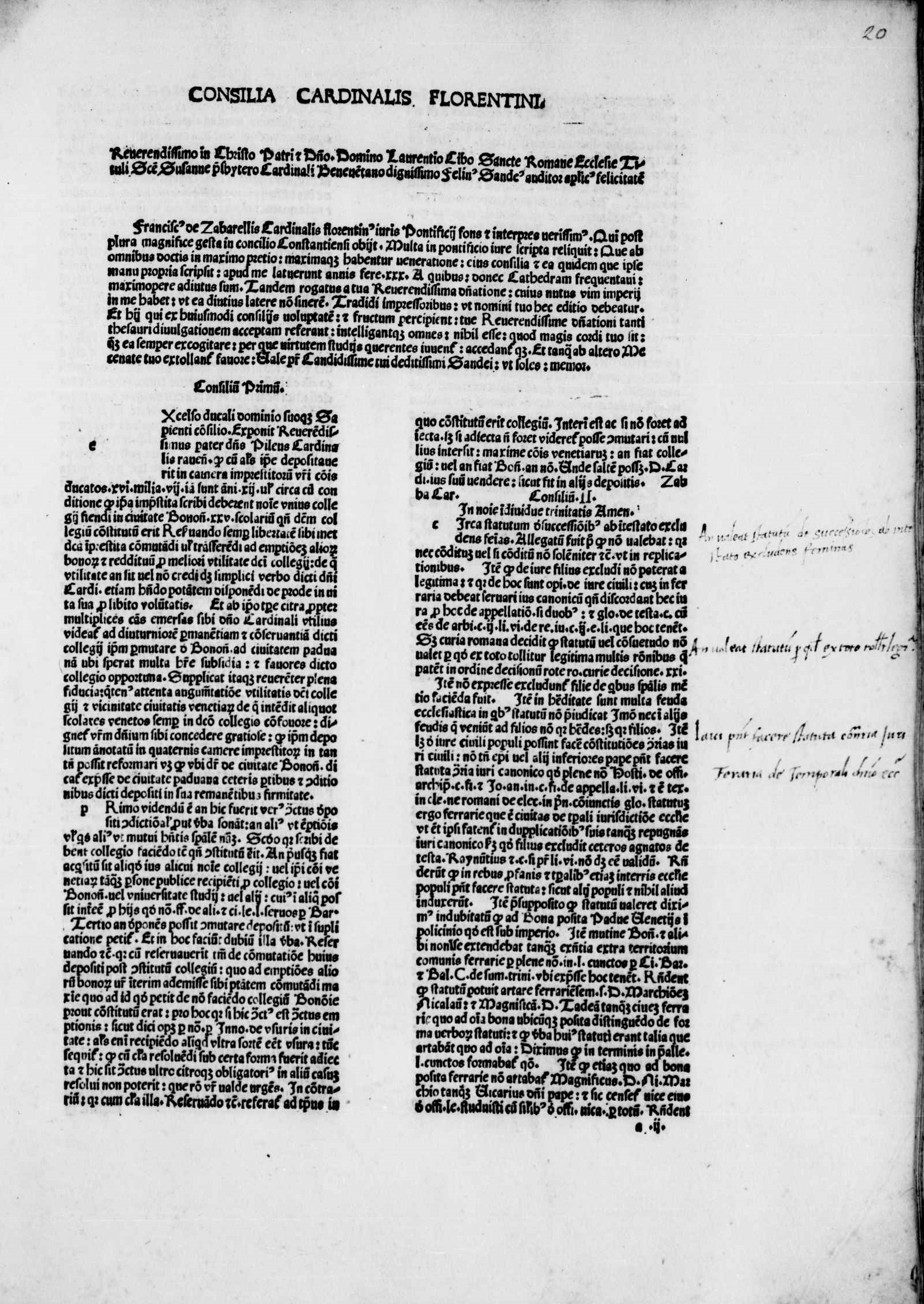
Consilia, édition du 1490

## Sources
Marie-Nicolas Bouillet  et Alexis Chassang (dir.), « Francesco Zabarella » dans Dictionnaire universel d’histoire et de géographie, 1878 (lire sur Wikisource)